# Cascade Creek (Jenny Lake)
Der Cascade Creek ist ein etwa 13 km langer Zufluss des Jenny Lake im Westen des US-Bundesstaates Wyoming. Er fließt auf seiner gesamten Länge durch den Grand-Teton-Nationalpark.

## Verlauf
Der Cascade Creek entspringt am Lake Solitude auf 2754 m und fließt auf kompletter Länge durch den Cascade Canyon, einer tiefen, durch Gletscher geformten Schlucht in der zentralen Teton Range. Nach wenigen Kilometern erhält er den South Fork Cascade Creek und mündet nach insgesamt 13 km in den Jenny Lake auf 2067 m. Kurz vor der Mündung in den See fließt der Cascade Creek die 30 m hohen Hidden Falls hinab, die über den Jenny Lake Trail erreicht werden können. Der Cascade Canyon Trail und weiter flussaufwärts der Lake Solitude Trail folgen dem Cascade Creek fast auf seiner gesamten Länge von der Quelle bis zur Mündung.

## Hydrologie
Der Cascade Creek ist als Zufluss des Jenny Lake Teil des Einzugsgebietes des Cottonwood Creek, der über Snake River und Columbia River in den Pazifischen Ozean entwässert. Das Einzugsgebiet des Cascade Creek umfasst ein Areal von etwa 43 km² und grenzt an die Einzugsgebiete von Leigh Creek im Norden, Cottonwood Creek im Süden sowie Teton Creek im Westen. Der Cascade Creek entwässert einen Teil der zentralen Teton Range; im Einzugsgebiet des Flusses befinden sich mit Schoolroom Glacier und Petersen Glacier zwei verbliebene Gletscher.

## Belege
1. ↑  Naturalatlas: Cascade Creek. Abgerufen am 21. März 2021 (englisch).
2. ↑  Geonames: Cascade Creek. Abgerufen am 21. März 2021.